# Tomopterus flavofasciatus
Tomopterus flavofasciatus là một loài bọ cánh cứng trong họ Cerambycidae.